# Epidendrum reniconfusum
Epidendrum reniconfusum är en orkidéart som beskrevs av Hágsater, E.Santiago och Dodson. Epidendrum reniconfusum ingår i släktet Epidendrum och familjen orkidéer. Inga underarter finns listade i Catalogue of Life.